# Колібрі-інка аметистовогорлий
Колі́брі-і́нка аметистовогорлий (Coeligena wilsoni) — вид серпокрильцеподібних птахів родини колібрієвих (Trochilidae). Мешкає в Колумбії і Еквадорі. Вид названий на честь американського натураліста Томаса Беллербі Вілсона.

## Опис

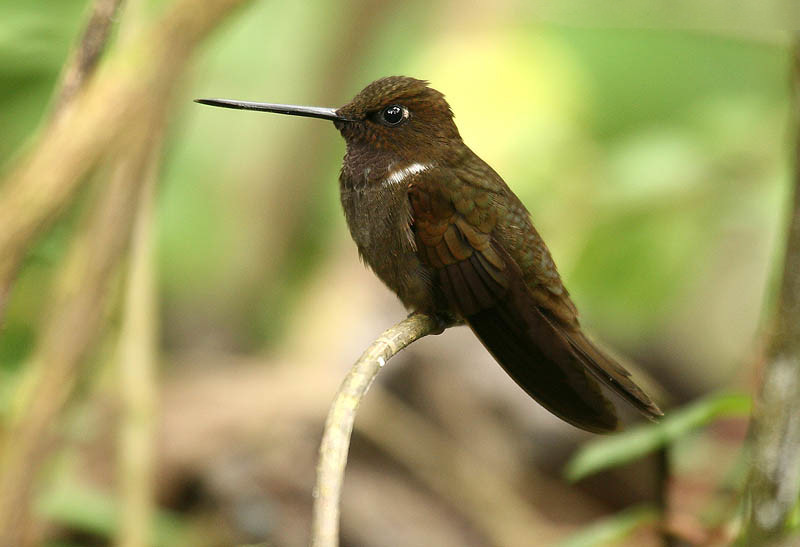
Аметистовогорлий колібрі-інка

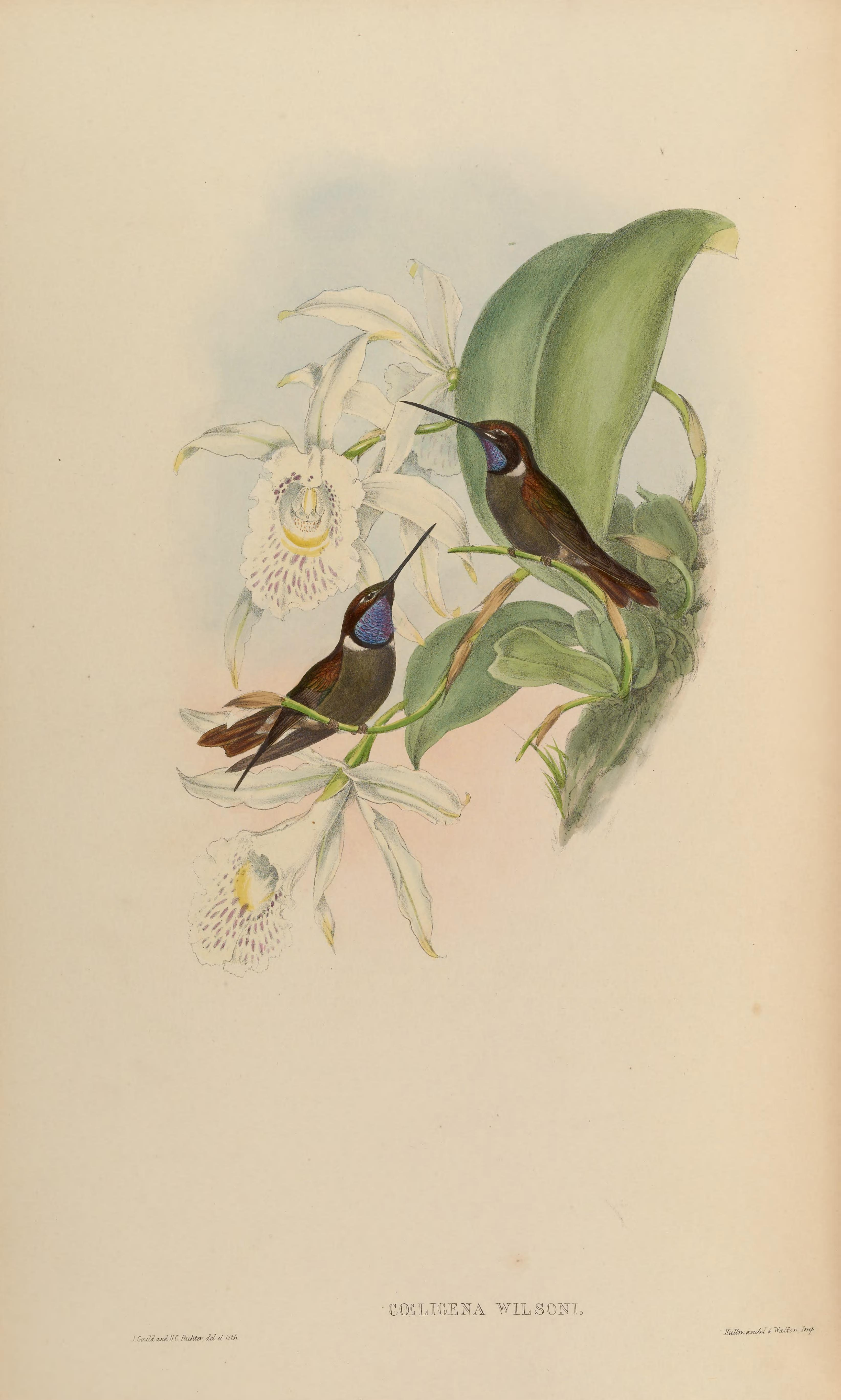
Аметистовогорлі колібрі-інки

Довжина птаха становить 11-13 см, самці важать 7 г, самиці 6,5 г. У самців верхня частина тіла мідно-червона, нижня частина тіла спини зеленувато-оливкова. Нижня частина тіла переважно тьмяно-коричнева, на горлі аметистова пляма, на грудях з боків білі плями. Хвіст бронзовий, роздвоєний. За очима білі плямки. Дзьоб довгий, тонкий, прямий, чорний, довжиною 33 мм. У самиць дзьоб дещо довший, ніж у самців, райдужна пляма на горлі у них менша, а хвіст менш роздвоєний. Забарвлення молодих птахів є подібне до забарвлення самиць.

## Поширення і екологія
Аметистовогорлі колібрі-інки мешкають на тихоокеанських схилах Анд в Колумбії і Еквадорі (на південь до Лохи). Вони живуть у вологих гірських хмарних лісах і на узліссях, на висоті від 700 до 1900 м над рівнем моря, переважно на висоті до 1300 м над рівнем моря.
Бронзові колібрі-інки живляться нектаром різноманітних квітучих рослин з трубчастими квітками, зокрема з родів Psammisia, Macleania, Cavendishia і Fuchsia, переміщуючись за певним маршрутом, а також комахами, яких збирають з рослинності або ловлять в польоті. Шукають нектар переважно в підліску. Сезон розмноження триває з січня по червень. Гніздо чашоподібне, робиться з моху і рослинних волокон, розміщується на висоті від 2 до 3 м над землею, в розвилці між гілками невисокого дерева. В кладці 2 яйця. Інкубаційний період триває 15-16 днів, пташенята покидають гніздо через 22-26 днів після вилуплення.